# 针尾鸭

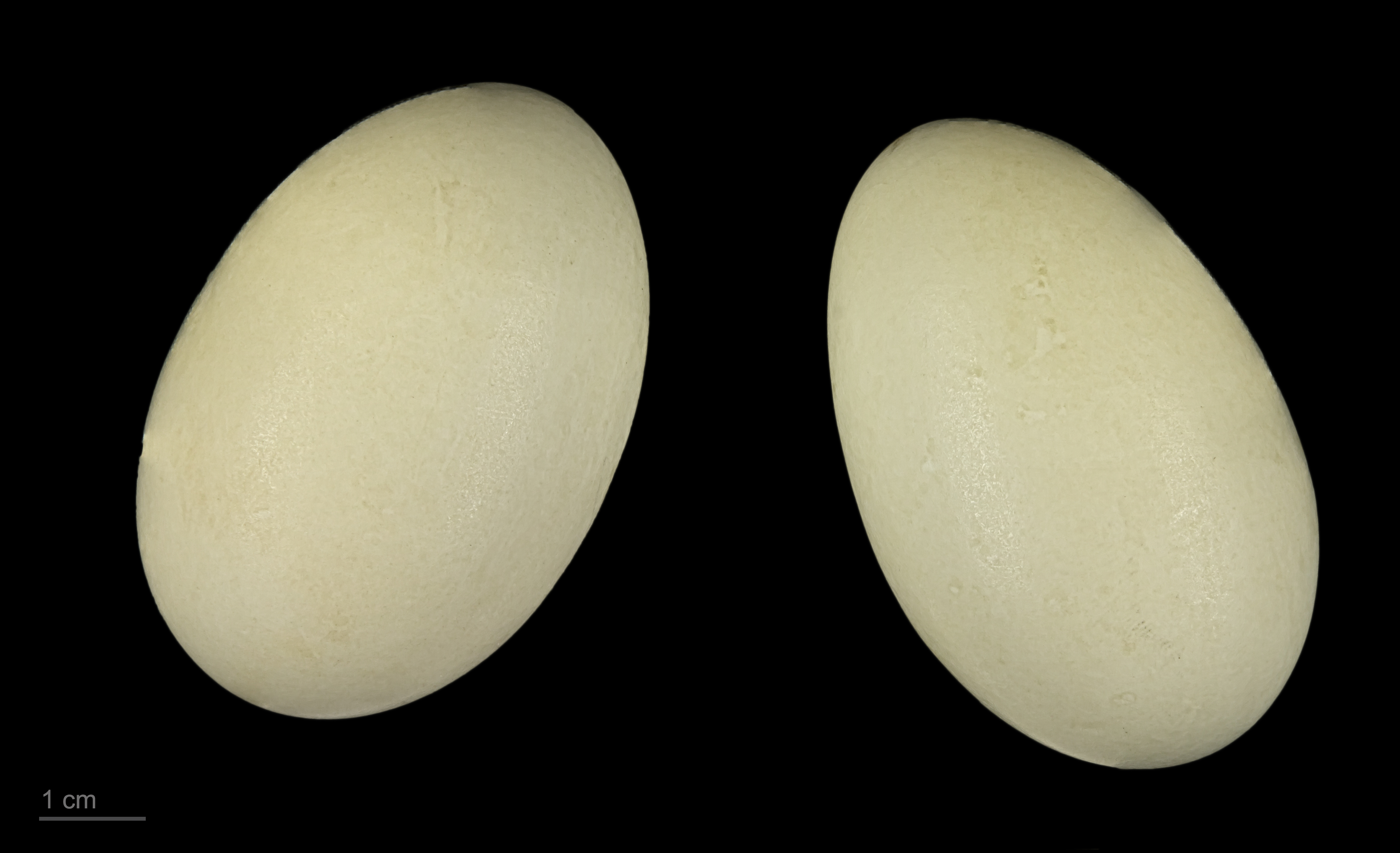
针尾鸭的卵

针尾鸭（學名：Anas acuta）又名尖尾鸭、长尾凫、长闹、拖枪鸭、中鸭，是一種廣泛分佈于北半球的大型鴨屬生物，因其雄鳥有針狀的細長尾羽而得名。與很多分佈廣泛的鳥類不同，针尾鸭沒有亞種。

## 生态环境
在各种内陆河流、湖泊、低洼湿地都可以见到他们的身影，在开阔的沿海地带，如空旷的海湾海港等地常能够见到数百只的集群。

## 分布地域
繁殖于欧亚大陆北部地区和北美大陆北部地区，在中国的新疆西北部天山山脉也有繁殖，越冬于东南亚、印度、北非、中美洲，在中国他们越冬在南部广大地区，向西一直分布到西藏南部，向东直抵广东、台湾；此外还有部分种群常年栖息在南印度洋的岛屿上。

## 特征
雄性针尾鸭体侧布满淡褐色与白色交杂的扇贝形横纹，头棕褐色，从胸部一直延伸到颈后部均为耀眼的乳白色，这条乳白色的色带在颈后延伸甚长，有如一条白色的宝剑插入头顶的褐色区域，这是鉴别雄性针尾鸭的一大特征；两翼灰色具绿铜色翼镜；两根中央尾羽极夸张的长，并且翘翘地指向天空，这也是针尾鸭名字的来历。
雌鸟黯淡褐色，上体多黑斑；下体皮黄，胸部具黑点；两翼灰翼镜褐；嘴及脚灰色。与其他雌鸭区别于体形更修长，尾形尖。

## 食物
本种是以植物性食物为主的杂食性鸟类，他们的食谱包括苔藓、水草和杂草的种子以及一些软体动物如淡水螺和少部分的昆虫。

## 外部連結
- 互聯網鳥類收藏上有关针尾鸭的錄像、照片和音頻
- VIREO上针尾鸭的圖片